# Ерсфелд
Ерсфелд (њем. Ersfeld) општина је у њемачкој савезној држави Рајна-Палатинат. Једно је од 119 општинских средишта округа Алтенкирхен (Вестервалд). Према процјени из 2010. у општини је живјело 64 становника. Посједује регионалну шифру (AGS) 7132027.

## Географски и демографски подаци
Ерсфелд се налази у савезној држави Рајна-Палатинат у округу Алтенкирхен (Вестервалд). Општина се налази на надморској висини од 250 метара. Површина општине износи 1,4 km². У самом мјесту је, према процјени из 2010. године, живјело 64 становника. Просјечна густина становништва износи 46 становника/km².